# Патрашкани (Вранча)
Патрашкани (рум. Pătrășcani) насеље је у Румунији у округу Вранча у општини Цифешти. Oпштина се налази на надморској висини од 87 m.

## Становништво
Према подацима из 2002. године у насељу је живело 468 становника, од којих су сви румунске националности.